# トゥンブロード

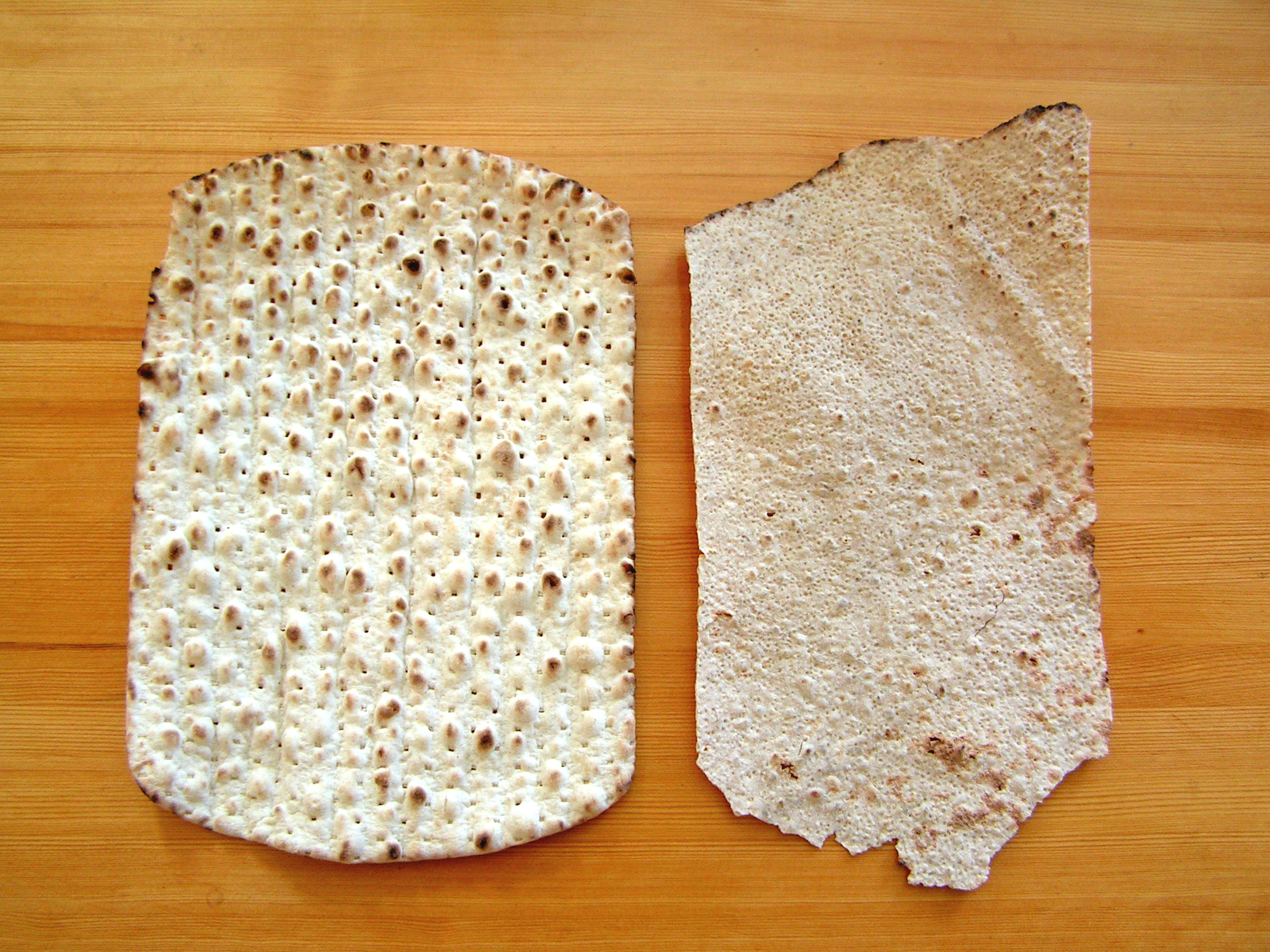
トゥンブロードの例

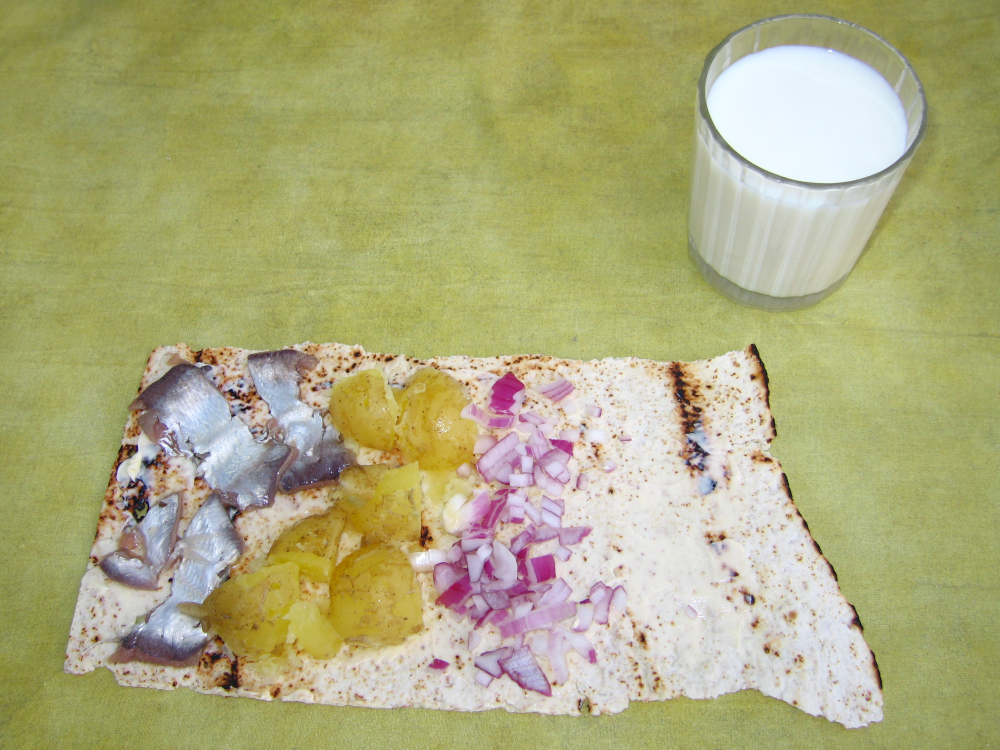
トゥンブロードに乗せた（向かって左から）シュールストレミング、ジャガイモ、タマネギ

トゥンブロード（スウェーデン語: Tunnbröd）はスウェーデンのパン。スェーデン北部地方の代表的なパン。
「tunn」は「薄い」、「bröd」は「パン」の意味であり、その名の通りに「薄いパン」である。数ミリメートルの薄さにパン生地を伸ばして焼く。
先の尖った凹凸がついた麺棒で点々のへこみをパン生地の表面に作ってから焼く。この点々のためにピタパンのようにパン全体が膨らまず、同時にプツプツとした独特の模様に焼き上がる。
シュールストレミングの伝統的な食べ方として、シュールストレミングの缶を水中で開け、水洗いしてわたを抜き、バターをつけたトゥンブロードでくるみ、スライスしたアーモンド、ジャガイモやタマネギを添えて食べるというものがある。